# Аманіастарбарка
Аманіастарбарка (д/н — 487 до н. е.) — цар Куша в 510–487 роках до н. е.

## Життєпис
Син царя Каркамані. Посів трон близько 510 року до н. е. Прийняв горове ім'я — Суті, що попередніми царями не практикувалося. Ймовірно бажав підкреслити незалежність Кушу від Перської імперії Ахеменідів та водночас позначити себе як нащадка давньоєгипетських фараонів.
Налагодив дружні відносини з Аріандом, сатрапом Єгипту, підтримував перетворення о.Елефантини на важливий торгівельний центр. З 496 року до н.е. (після відсторонення Аріанда) підтримував усі антиперські рухи в Єгипті відкрито не виступаючи проти царя Дарія I та сатрапа Ферендата. При цьому зберігав розвинені торгівельні стосунки з персами.
Помер близько 487 року до н. е. Поховано в піраміді № 2 на території Нурі, яку 1917 року було розкопано експедицією Гарвардського університету-Бостонського музею витончених мистецтв. В результаті багато предметів, що належали цьому цареві, зараз перебувають у Бостоні, включаючи ушебті, кераміку, кам'яні предмети та золоті артефакти (чаша,), гранітна гнейсова стела з картушем Аманіастабарки. Інші його артефакти знаходяться в Музеї старожитностей Хартума, зокрема золота пектораль.
Трон спадкував син померлого Сіаспіка в обхід свого стрийка — Астабаркамені, оскільки серед кушитів, практикувалося передача влади братам, і лише потім за віком трон дістався у спадок їх дітям.